# Anochetus fricatus
Anochetus fricatus é uma espécie de formiga do gênero Anochetus, pertencente à subfamília Ponerinae.